# 蔡同屿
蔡同屿（1913年—），台湾财经界要人，曾主持创建台湾证券交易所。字秉衡，浙江鄞县人。

## 生平
早年就读于宁波效实中学。后赴上海求学，毕业于上海光华大学（今华东师范大学）商学院，获得学士学位。
曾任职于国民政府资源委员会，当时因抗日战争，位于陪都重庆，历任技正，会计科科长、财务处长。
1943年，赴美国留学，入读美国田纳西州立大学企业管理研究所。
1944年，学成毕业，赴台湾，出任台湾造船公司（今为台灣國際造船）协理、董事。1955年，出任石门水库建设委员会财务处长。曾担任中华民国交通部顾问。
1961年，中華民國財政部实施投资证券化，蔡參與创办台湾证券交易所（简称“台证所”），历任台湾证交所副总经理、总经理、董事长，创台湾证券交易历史。蔡曾三任台证所董事长，分别为：
- 1976年11月10日起，任期三年，以中國國際商業銀行代表人身份出任台证所董事长；
- 1979年11月30日起，任期三年两个月，以中国国际商业银行代表人身份出任台证所董事长；
- 1983年1月27日起，任期三年五个月；1983年5月解任，当月被推选为太平企业股份有限公司代表人。

曾任中国钢铁监察人。

## 家庭背景
孫運璿、趙耀東、王昭明等人与蔡同嶼为至交。曾与孙氏一道赴美国田纳西留学，二人曾睡宿舍上下铺。
妻为國民革命軍北伐时湖南省省长兼督军赵恒惖之女。兒子蔡力行，台湾半导体工业人物，前台积电行政总裁。